# Shatterline
 (novembre 2022).
Shatterline est un jeu vidéo de tir à la première personne multijoueur développé par Frag Lab LLC, sorti le 8 septembre 2022 en accès anticipé.

## Développement
Considéré par la presse spécialisée comme une émule de la série de jeux vidéo Call of Duty, celui-ci en reprend certaines bases avec les divers modes de jeu disponibles comme le Conquest, Escort, Demolition et le TDM (team deathmatch).
Depuis le 8 septembre 2022, plusieurs correctifs ont été publiés et des mises à jour majeures appliquées affectant la stabilité, la sécurité et le contenu.

La sortie officielle, initialement prévue pour le 9 février 2023, est finalement repoussée à une date indéterminée. Le 26 janvier, l'équipe de développement annonce par une note de mise à jour :
« Alors que nous arrivons à la fin de notre plan initial pour l'accès anticipé, nous pouvons voir que nous avons encore beaucoup de travail à faire, il est donc temps d'élaborer un plan. Nous allons passer les prochaines semaines dans une série de réunions de conception et de débats pour examiner les données et les commentaires des joueurs afin de construire ce plan. Le jeu restera en accès anticipé avec des mises à jour régulières pendant que nous explorons toutes les pistes possibles.

Nous faisons ce que nous pensons être le mieux pour donner à Shatterline une vie longue et saine. »
Le 5 février 2024, l'équipe de développement fait part de ses difficultés à se projeter dans le futur, notamment dues à la guerre en Ukraine :
« Nous recherchons une aide marketing pour attirer plus de joueurs. Nous comprenons que nos amis les plus fidèles – vous – restent avec nous. Nous ne recherchons pas la richesse. Nous voulons survivre et terminer le jeu, et nous voulons montrer à quel point votre soutien compte. Il est difficile de planifier nos vies en ce moment et de planifier tout ce qui vient ensuite, mais Shatterline nous offre un peu de répit. [...] Nous espérons. On met un pied devant l'autre. Nous persévérons. Nous déménageons. Merci de tout cœur d'avoir déménagé avec nous. »
Le 15 juin 2024, l'équipe de développement annonce la fin de l'accès anticipé et l'arrêt progressif des serveurs à compter du 1er août dans un but de préparation à la sortie officielle :
« Au cours des deux dernières années, nous avons reçu une tonne de commentaires inestimables et de données pertinentes de la part de notre communauté dévouée. Nous avons fait de notre mieux pour les suivre, et nous sommes impatients de le faire à l'avenir. Pendant ce temps, nous avons également engagé des conversations passionnantes avec de nouveaux partenaires et marques que nous allons intégrer à l’expérience pour élargir l’univers Shatterline. Notre équipe est impatiente d'introduire de nouvelles mécaniques qui, selon nous, seront incroyablement excitantes et gratifiantes pour nos joueurs. Cependant, maintenir les opérations en direct tout en créant simultanément ces nouvelles fonctionnalités est un défi. Pour nous concentrer entièrement sur ce développement, nous arrêtons les serveurs. Nous avons hâte de révéler tout le potentiel de Shatterline.»
Au lendemain de la fermeture des serveurs, les développeurs annoncent sur les réseaux sociaux la sortie officielle de Shatterline sur l'Epic Games Store, sans pour autant en préciser la date, en proposant notamment la migration des armes et des cosmétiques déjà acquises sur les nouveaux profils.

## Trame

### Synopsis
Les événements du jeu se déroulent en 2028, dans les conditions de la guerre entre l'humanité et « Crystalline », un organisme interstellaire qui transforme d'autres organismes en son propre genre. De cette manière, deux camps sont confrontés. D'un côté se trouve l'équipe Shelguard, qui se compose notamment de personnes défavorables à la "peste" extraterrestre, et de l'autre, l'équipe Strafers qui se compose de fanatiques qui considèrent Crystalline comme un moyen de s'élever à la prochaine étape de l'évolution.

### Modes de jeu
3 modes principaux, orientés PVP (à l'exception du Coop Mode), sont actuellement disponibles :
- Coop Mode (3 joueurs) : Une équipe doit remplir différentes quêtes et tuer des ennemis à des moments stratégiques pour pouvoir évoluer sur la carte dans le but de remporter de l'XP et des Blueprints servant de crédit à utiliser pour ouvrir des box permettant d'obtenir une modification aléatoire sur une arme. La durée d'une partie est estimée de 30 à 45 minutes.
- Weekly Events (6 à 12 joueurs) : Reprenant en grande partie les bases du Coop Mode, celui-ci comprend des cartes spéciales (notamment à l'occasion d'Halloween et des fêtes de Noël), des cartes classiques (déjà présentes en Coop Mode) et des cartes tirées du mode Versus légèrement modifiées.
- Versus (6 à 12 joueurs) :
- Conquest : Deux équipes s'affrontent pour capturer différents objectifs qui se présentent aléatoirement sur la carte. L'équipe ayant gagné le plus de points gagne la partie. Limité à 15 minutes.
- Domination : Trois points importants apparaissent sur la carte. Les deux équipes doivent tout faire pour s'en emparer le plus rapidement possible et les défendre pour avoir le score maximum. Limité à 7 minutes.
- Escort : Une équipe doit tenter d'attaquer une cargaison et de s'en emparer tandis que l'autre doit la défendre le plus longtemps possible tout en tuant les attaquants. Aucune limite de temps.
- Barricade : Deux équipes s'affrontent dans une arène vide ou chacun doit assurer sa défense en construisant des barricades grâce à une arme spéciale. Les règles du deathmatch s'appliquent. L'équipe ayant gagné 5 rounds remporte la victoire.
- TDM : Deux équipes s'affrontent dans l'unique but d'obtenir le plus de kills au classement. Si la limite des 80 kills est effectuée par un joueur d'une équipe dans les 10 minutes imparties, celle-ci gagne la partie.
- Elimination : Une version alternative du TDM sans réapparition possible pendant les rounds. Pour gagner un round, une équipe doit éliminer tous les adversaires. La première équipe ayant gagné 6 rounds remporte la victoire. Limité à 20 secondes par round.

### Opérateurs
8 opérateurs sont actuellement disponibles. Tous ont des rôles définis :
- Mongoose, cavalier.
- Malva, support.
- Strix, exo.
- Kite, reconnaissance.
- Brisa, reconnaissance.
- Pill, support.
- Orbit, cavalier.
- RAM, exo.